# Pseudosphenoptera lanceolatus
Pseudosphenoptera lanceolatus là một loài bướm đêm thuộc phân họ Arctiinae, họ Erebidae.